# Epigynopteryx curvimargo
Epigynopteryx curvimargo là một loài bướm đêm trong họ Geometridae.